# Proteracanthus sarissophorus
Proteracanthus sarissophorus – gatunek ryby z rodziny szpadelkowatych (Ephippidae), jedyny przedstawiciel rodzaju Proteracanthus.

## Występowanie
Tropikalne wody słone i półsłone Indo-Pacyfiku (Archipelag Malajski, Sumatra, Borneo).
Dorasta do 33 cm długości.